# Meslay-le-Grenet

Meslay-le-Grenet este o comună în departamentul Eure-et-Loir, Franța. În 1 ianuarie 2022 avea o populație de 376 de locuitori.